# Quemont Greer
Quemont Greer (Milwaukee, 5 dicembre 1981) è un ex cestista statunitense, professionista nella NBDL, in Asia, Europa e Sudamerica.

## Palmarès
- Campione NBDL (2007)